# Arion vejdorskyi
Arion vejdorskyi або Arion vejdowskyi — вид легеневих молюсків родини Arionidae.

## Опис
Цей слимак був описаний в Чехії Йозефом Бабор та Джеймсом Кошталь в 1893 р. в с. Жаров. Його максимальна довжина 20 мм, ширина 4 мм, а вага незначна. Колір жовто-рожевий по бокам майже білий, щупальця з синім відтінком. Нога блідо-рожевевого кольору, а бокова частина ноги помаранчево — рожева, слиз виключно жовтий.

## Травна система
Дугоподібна щелепа, горлянка бліда. Центральні зуби цього виду розташовані у 3 рівні, бокові — у 2 рівні, а крайні — у 2 маленькі рівні. Стравохід дуже короткий, шлунок незвичайний. Кише́чник знаходить праворуч від печінки.

## Синоніми
- Arion (Microarion) vejdovskýi J. Babor & J. Košťál, 1893[4][5]
- Arion vejdowskyi Babor & Kostal, 1893[1][6][7]
- Arion vejdorskyi[8]

## Біотоп
Вид здебільшого мешкає в болотяних лісах з вільхи.